# Максим Стависки
Максим Евгениевич Стависки (на руски: Максим Евгеньевич Ставиский) е натурализиран български състезател по фигурно пързаляне от руски произход. Притежава българско гражданство от 1996 година, когато негова танцова партньорка и приятелка е Албена Денкова. Двамата са първите българи, които печелят медал на световно първенство по фигурно пързаляне.

## Биография
Роден е на 16 ноември 1977 г. в Ростов на Дон, Русия.
През 1996 г. получава българско гражданство и започва да тренира с Албена Денкова, като техен треньор е Александър Горшков. През 2000 г. Денкова и Стависки сменят София с Одинцово, за да имат по-добри условия за тренировки.
След световното първенство през 2005 г. Денкова и Стависки заминават да тренират в Делауеър, САЩ при Наталия Линичук и Генадий Карпоносов.
След приключване на състезателната си кариера Денкова и Стависки участват в множество шоупрограми. През сезона 2009 – 2010 г. стават хореографи на Бриан Жубер. През 2010 – 11 г. Максим съвместно с Александър Жулин работи като треньор на танцовата двойка Натали Пешала—Фабиан Бурза, които печелят златните медали на европейското първенство в Берн.
На 30 януари 2011 г. Албена и Максим стават родители на момче.

### Спортни резултати
- 2007
  - златен медал на Световното първенството, Токио, Япония
- 2006
  - пето място на Олимпийските игри, Торино, Италия
  - златен медал на Световното първенството, Калгари, Канада
- 2005
  - пето място на Световното първенство
  - оттеглят се от Европейското първенство
  - национални шампиони
- 2004
  - сребърен медал на Световното първенство
  - сребърен медал на Европейското първенство
  - национални шампиони
- 2003
  - бронзов медал на Световното първенство
  - сребърен медал на Европейското първенство
  - национални шампиони
- 2002
  - седмо място на Олимпийските игри, Солт Лейк Сити, САЩ
  - пето място на Световното първенство
  - шесто място на Европейското първенство
  - национални шампиони
- 2001
  - десето място на Световния шампионат
  - осмо място на Европейското първенство
  - национални шампиони
- 2000
  - национални шампиони
- 1999
  - единадесето място на Световното първенство
  - девето място на Европейското първенство
  - национални шампиони
- 1998
  - осемнадесето място на Олимпийските игри, Нагано, Япония
  - седемнадесето място на Световното първенство
  - шестнадесето място на Европейското първенство
  - национални шампиони
- 1997
  - деветнадесето място на Световното първенство
  - седемнадесето място на Европейското първенство
  - национални шампиони

### Награди и отличия
- През 2007 е награден от Георги Първанов с орден Стара планина първа степен „за изключителния му принос за развитието на физическото възпитание и спорта в Република България.“
- Спортист №1 на България – 2006
- Спортист №2 на България – 2007
- В Топ-10 при определяне на най-добър спортист на България – 2003, 2004
- На 3 юли 2007 г. той и Албена Денкова са наградени с наградата за феърплей на Международната организация „Феърплей Мецанате“.
- Максим Стависки и Албена Денкова са почетни граждани на Царево.
- На 5 май 2006 г. в Зимния дворец в София той и Албена Денкова официално са наградени с чисто нов Hummer H3 от „София Ауто“. Автомобилът е показан на леда и става част от шоуто на световните шампиони.

## Скандали

### Автомобилна катастрофа край Приморско
На 5 август 2007 г., след употреба на алкохол, Стависки предизвиква тежка катастрофа край Приморско, след като навлиза със своя Хамър (получен като награда от София Ауто 2006) в насрещното движение и удря челно лек автомобил Хонда, като преди това изблъсква автомобил Ауди от пътя. В катастрофата загива 23-годишният шофьор на Хонда-та, а 18-годишно момиче изпада в кома с опасност за живота (по-късно момичето е с травма на гръбначния стълб, която не му позволява да се храни самостоятелно и да се движи, и претърпява множество операции), а другите им двама спътници са ранени; самият Стависки е без наранявания.
Според установените от МВР факти, Стависки шофира с 1,1‰ алкохол в кръвта при 0,5 допустими, с превишена скорост и предизвиква катастрофата като навлиза в лентата за насрещно движение и удря челно колата на потърпевшите със своя джип. Малко преди инцидента той е спрян от патрулиращи полицаи, които, след като го разпознават, го предупреждават да кара по-внимателно и го пускат без да му вземат проба за алкохол.
По време на катастрофата Максим Стависки е лице на кампания на бТВ за безопасно каране по пътищата с надслов „Ако си пил, слез – искам да стигна жив“.
Първоначално прокурорът Иван Станев от Бургаска окръжна прокуратура подвежда под отговорност Стависки само за тежка телесна повреда. Няколко дни по-късно текстът е коригиран и е повдигнато обвинение в причиняване на смърт при шофиране в нетрезво състояние и тежка телесна повреда. Според Наказателния кодекс наказанието може да варира от три до десет години затвор.
На 10 януари 2008 г. в Бургаския окръжен съд започва дело срещу Максим Стависки. Същия ден делото е отложено за 30 януари, тъй като липсва законно упълномощен адвокат, който да представлява исковете на изпадналата в кома Мануела Горсова. На 30 януари Максим Стависки се признава за виновен по всички обвинения и делото протича по съкратена процедура. Постановена е 2,5 години условна присъда с 5 години изпитателен срок, 90 000 лв. за родителите на убитото момче и 80 000 лв. за родителите на Мануела Горсова, която понастощем все още е в кома. Съдът отхвърля иска от 2 милиона лева, предявен от бащата на Мануела.
На 7 април започва процесът по обжалване на условната присъда на Максим Стависки. В едномесечен срок Бургаският апелативен съд трябва да реши дали да бъде наложена ефективна присъда или да остане в сила условната. На 7 май апелативната комисия потвърждава условната присъда на Максим Стависки. Паричното обезщетение за близките на загиналия Петър Петров остава същото, докато това за семейството на Мануела Горсова е увеличено на 2 млн. лева.
През месец август 2008 година, в навечерието на обжалването на присъдата от страна на жертвите, телевизионният канал bTV показва свое разследване, в което се твърди, че Красимир Горсов, баща на пострадалата Мануела, харчи средствата, постъпили в сметката за лечението ѝ на ротативки.
През месец октомври 2008 година Върховният касационен съд публикува решението си, с което връща делото за преразглеждане в Бургаския апелативен съд, с тежки констатации за слаб анализ на фактите в предните решения, липса на ясна мотивация за решенията, не взимане предвид на генералната превенция и други.
На 5 януари 2009 г.  Бургаският съд публикува решение, което изменя присъдата на Максим от условна в ефективна, запазвайки срока от две години и половина и увеличавайки обезщетенията за е семействата на убитите и пострадалите. Решението е гласувано с двама „за“ и един „възразил“, като възразилият се председател на съда Георги Кошничаров на нарочна пресконференция изразява мотивите за решението си, главно свързани с това, че решението на съда надали би имало толкова голямо значение за генералната превенция, колкото му се отдава.
По-късно, през май 2009 г., присъдата на Бургаския съд е обжалвана пред Върховния касационен съд, който заменя ефективната присъда на Максим Стависки с условна присъда от 2 години и 6 месеца, с 5 години изпитателен срок.